# Adolphe de Waru
Adolphe Laurens de Waru, né à Crépy-en-Valois le 15 décembre 1802 et mort à Paris le 4 mai 1890, est un financier français.

## Biographie

### Famille
Adolphe Larens de Waru est né dans une famille d'ancienne bourgeoisie originaire du Beauvaisis, issue de Nicolas Laurens (mort en 1572), bourgeois de Senlis.
Adolphe Laurens de Waru est le fils de Marie-François Laurens de Waru (1746-1845), officier de l'Armée des princes, garde du corps du roi sous la Restauration, maire de Senlis de 1817 à 1830 et chevalier de l'ordre de Saint-Louis, et petit-fils d'Alexandre de Parseval (1758-1794), fermier général et gouverneur des Quinze-Vingts. 
Le 7 avril 1836, il épouse sa cousine Adèle Delahante, fille du financier d'Adrien Delahante et de Mlle Brossin de Saint-Didier. Ils seront les parents notamment du général Paul Laurens de Waru et du préfet André Laurens de Waru, maire de Senlis et vice-président de la Compagnie des chemins de fer du Nord.

### Carrière
En 1826, il fonde une maison de banque à Paris avec André Prosper Girard. Après le décès de Girard en 1833, il continue un temps seul, avant de s'associer avec des commandites (Bartholoni, Adrien Delahante, le comte de Mercy-Argenteau et le marquis de Ferrari). Il bénéficie du concours de son beau-père jusqu'en 1838. 
Il est l'un des fondateurs de la Compagnie du chemin de fer de Paris à Orléans en 1838, qu'il préside de 1847 à 1880.
Adolphe de Waru devient régent de la Banque de France (IIe siège) en janvier 1856. Considéré comme le doctrinaire du conseil, il démissionne de son siège en 1871 pour protester contre l'instauration du cours forcé.
Il liquide sa banque en 1860, ses deux fils aînés ayant choisi la carrière militaire.
Waru est également administrateur du Lloyd français, de la Nationale, de la Compagnie des mines, fonderies et forges d'Alais, de la Compagnie des quatre canaux, de la Compagnie du chemin de fer du Centre, de la Compagnie des chemins de fer du Nord, etc.
Important propriétaire terrien, il acquiert le château de Bellefontaine en 1846 et il se fait construire un hôtel particulier, ainsi qu'un immeuble, sur un terrain lui appartenant à l'angle de la rue Treilhard et de la rue de Téhéran à Paris.

## Distinctions
- Officier de la Légion d'honneur (14 aout 1866)[3]

## Pour approfondir